# سكوت هووبر
سكوت هووبر (بالإنجليزية: Scott Hooper)‏ هو لاعب كرة قدم بريطاني، ولد في 14 يناير 1995 في دامفريس ‏ في المملكة المتحدة. لعب مع كوين أوف ساوث.

## وصلات خارجية
- سكوت هووبر على موقع قاعدة بيانات كرة القدم.إي يو (الإنجليزية)
- سكوت هووبر على موقع Soccerbase.com (لاعب) (الإنجليزية)